# Hải quân đánh bộ Nga

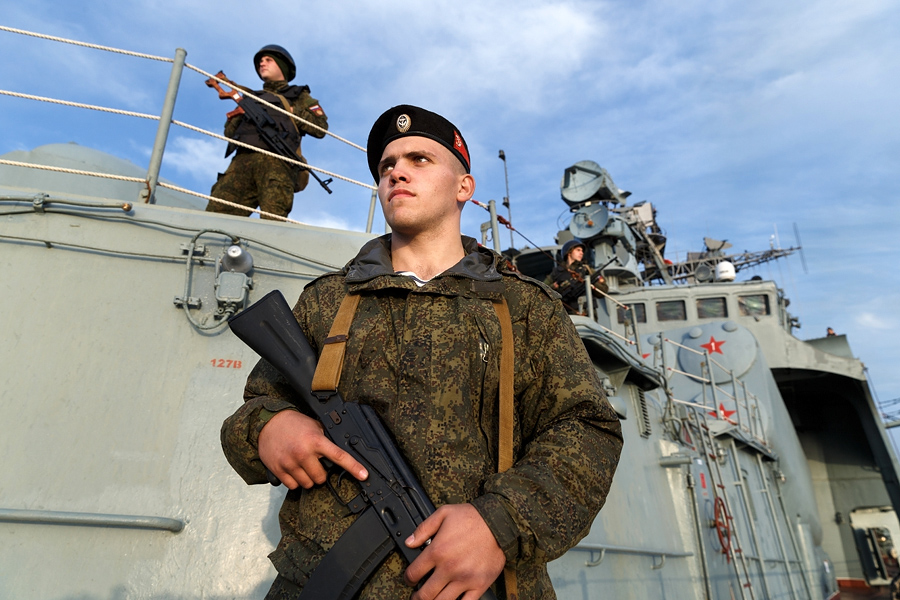
Lính thủy đánh bộ Nga đang cảnh giới trên xuồng quân sự

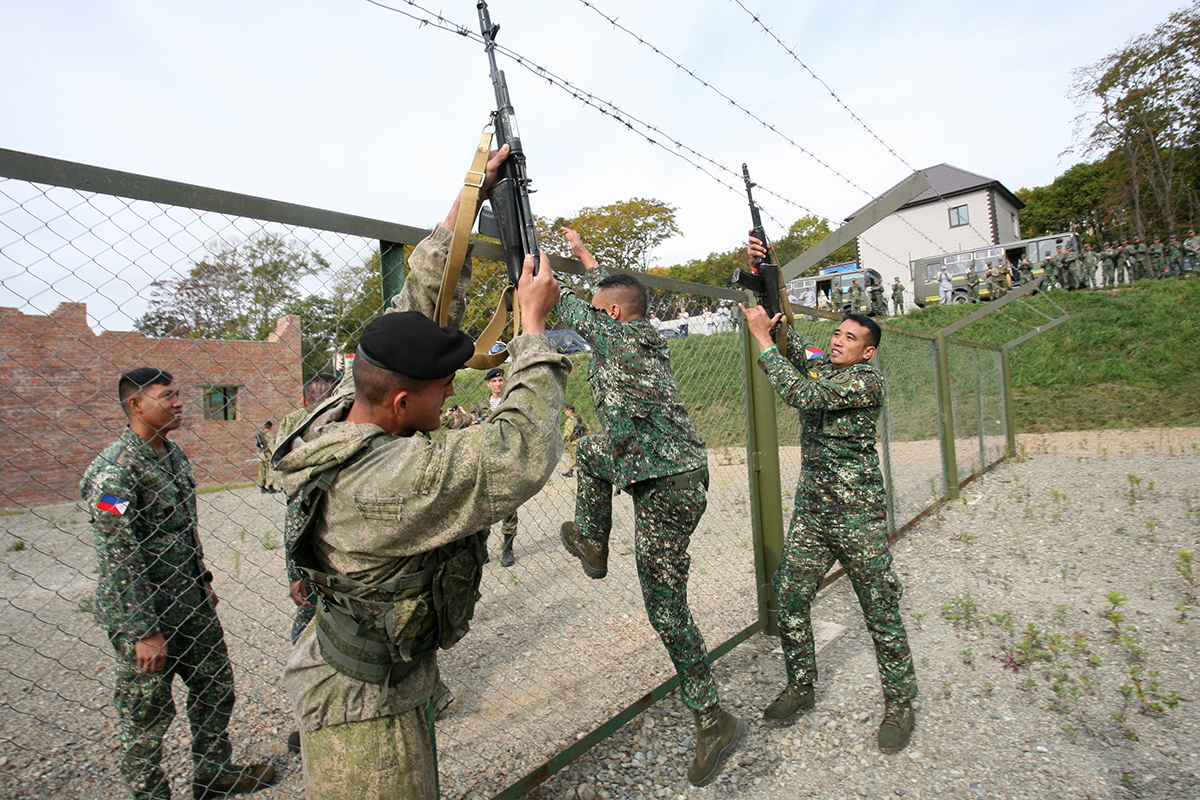
Lực lượng của Lữ đoàn Cận vệ 155 có nhiều thành viên là người gốc Á do đây là Lữ đoàn đóng chân tại vùng Viễn Đông Nga

Hải quân đánh bộ Nga (tiếng Nga: Морская пехота России, phiên âm: Morskaya pekhota Rossii) là binh chủng hoạt động như lực lượng lính thủy đánh bộ trong biên chế của Lực lượng Duyên hải thuộc Hải quân Nga. Hải quân đánh bộ Nga thành lập vào năm 1705, lực lượng này có khả năng tiến hành các hoạt động đổ bộ cũng như hoạt động như bộ binh hạng nhẹ truyền thống hơn. Hải quân đánh bộ Nga cũng trang bị cho đơn vị hoạt động đặc biệt duy nhất của Hải quân Nga, được biết đến với tên gọi "lính biệt kích" thường được chọn lọc từ hàng ngũ của lính thủy đánh bộ và họ có khả năng thực hiện một loạt các nhiệm vụ tác chiến và nhiệm vụ hoạt động đặc biệt. Tư lệnh binh chủng hiện tại là Trung tướng Viktor Borisovich Astapov.

## Các đơn vị
Binh chủng hải quân đánh bộ Nga có các đơn vị chủ lực sau đây:
- Lữ đoàn hải quân đánh bộ 61 (Cận vệ, Đoàn Kirkenes, Huân chương Cờ Đỏ)
- Lữ đoàn hải quân đánh bộ 155 (Cận vệ, Đoàn Kursk, Huân chương Zhukov, Huân chương Suvorov)
- Lữ đoàn hải quân đánh bộ 336 (Cận vệ, Đoàn Bialystok, Huân chương Suvorov, Huân chương Alexander Nevsky)
- Lữ đoàn hải quân đánh bộ 810 (Cận vệ, Huân chương Zhukov, Huân chương Ushakov)
- Lữ đoàn hải quân đánh bộ 40
- Trung đoàn hải quân đánh bộ 117
- Một số tiểu đoàn hải quân đánh bộ độc lập

## Hoạt động
Người ta biết rất ít về lính bộ binh Hải quân Nga trong thời kỳ Đế quốc Nga vì nhiều đơn vị được thành lập bao gồm các thủy thủ đoàn siêu cấp của các tàu chiến Nga bị phá hủy. Năm 1998, Sư đoàn súng trường cơ giới 22 thuộc Quân khu Viễn Đông tại Petropavlovsk ở Kamchatka được chuyển giao cho Hạm đội Thái Bình Dương. Năm 2000, sư đoàn trở thành Lữ đoàn súng trường cơ giới độc lập số 40 và vào ngày 1 tháng 9 năm 2007 Lữ đoàn bộ binh hải quân số 40. Năm 2013, Trung đoàn này lại trở thành Lữ đoàn 40 Bộ binh Hải quân. Từ năm 2000 trở đi, Chi hạm đội Caspi bao gồm một lữ đoàn bộ binh hải quân mới là Lữ đoàn 77 đóng tại Kaspiysk. Sở chỉ huy và hai tiểu đoàn của lữ đoàn được lên kế hoạch thành lập vào ngày 1 tháng 8 năm 2000, vào tháng 6 năm 2000, lữ đoàn mới này được cho có thể kế thừa truyền thống của Sư đoàn Súng trường Cơ giới số 77. 

### Tại Syria
Vào đầu tháng 9 năm 2015, ước tính có khoảng 800 lính thủy đánh bộ Nga đã đảm nhận các vị trí dọc theo miền tây Syria với phần lớn trong số họ đóng quân tại thành phố miền núi Slunfeh ở phía đông Latakia, những quân số còn lại đã được chuyển đến Homs (Wadi Al-Nasara) và Tartous (Masyaf và Safita) để chuẩn bị cho Sự can thiệp quân sự của Nga trong Nội chiến Syria. Vào đêm ngày 19 rạng sáng ngày 20 tháng 9 năm 2015, Lính thủy đánh bộ Nga đã giao chiến với các chiến binh của Nhà nước Hồi giáo Iraq và Levant (ISIL) gần thành phố Latakia. Các chiến binh Hồi giáo đã cố gắng tiến hành một cuộc tấn công vào Căn cứ không quân Khmeimim ở gần đó, tuy nhiên, họ đã bị lính thủy đánh bộ Nga phục kích và kết quả của cuộc đụng độ, ba chiến binh đã thiệt mạng, hai người bị bắt và những người còn lại rút lui. Trước rạng sáng ngày 24 tháng 9 năm 2015, Lính thủy đánh bộ Nga lần đầu tiên tham chiến kể từ khi được triển khai tới Syria theo các nguồn tin quân sự và tình báo của Debka file tiết lộ. Lữ đoàn Bộ binh Hải quân Cận vệ 810 đã chiến đấu cùng với Quân đội Syria và lực lượng đặc biệt của Hezbollah trong tấn công vào lực lượng ISIL tại căn cứ không quân Kweiris ở phía đông Aleppo. Vào tháng 3 năm 2016, Lữ đoàn bộ binh hải quân 61 đã tiến hành các hoạt động hỗ trợ giải phóng thành phố Palmyra của Syria. 

### Tại Ukraina

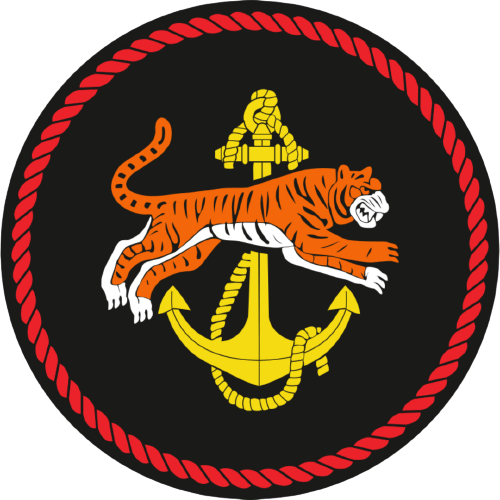
Phù hiệu của Lữ đoàn Cận vệ số 155, đây là lực lượng chủ chốt trong cuộc chiến tranh với Ukraina

Trong cuộc chiến giữa Nga với Ukraina thì lực lượng Lính thủy đánh bộ Nga tham gia sáp nhập Crimea năm 2014. Vào ngày 24 tháng 2 năm 2022, lực lượng lính thủy đánh bộ Nga bắt đầu một cuộc tấn công đổ bộ vào bờ biển Biển Azov và bao vây thành phố Mariupol. Tàu đổ bộ lớp Ropucha và Tàu đổ bộ lớp Ivan Gren có khả năng đổ bộ xe tăng được cho là đã được triển khai trong khu vực. Trong cuộc chiến tranh với Ukraina thì lực lượng Lính thủy đánh bộ Nga sử dụng các đơn vị nòng cốt là Lữ đoàn 155, đây là đơn vị đã tham gia hầu hết các trận đánh của lực lượng lính thủy đánh bộ Nga và cũng chịu nhiều tổn thất nặng nề do quân số ít, trang bị kém và tinh thần chiến đấu thấp, kỷ luật chiến đấu bị buông lỏng, điều này phản ánh và bọc lộ các nhược điểm của quân đội Nga khi tham gia cuộc chiến này.
Lực lượng của Lữ đoàn 155 đã tham gia Cuộc tấn công Kiev, sau đó đã rút lui về Belarus, vào tháng 4 năm 2022 sau đó thì Lữ đoàn 155 đã được tái triển khai đến Yehorivka và Pavlivka ở Donbas. Đến ngày 9 tháng 11 năm 2022, Lữ đoàn bộ binh 155 và Lữ đoàn bộ binh hải quân 40 tham gia một cuộc tấn công vào đơn vị đồn trú của quân đội Ukraine ở Pavlivka. Các thành viên của đơn vị tuyên bố đã chịu khoảng 300 người thương vong, với nhiều lời phàn nàn trong số này được chia sẻ với các nhân vật truyền thông nổi tiếng của Nga và đơn vị đồn trú. Các thành viên còn nói rõ hơn rằng các cuộc tấn công diễn ra do chỉ huy của họ muốn kiếm tiền thưởng và việc chia chác phần thưởng không công bằng. Vào ngày 15 tháng 11 năm 2022, một chỉ huy của Cộng hòa Nhân dân Donetsk thân Nga chỉ ra rằng các chỉ huy cấp thấp hơn trong Lực lượng lữ đoàn 155 đã coi thường mệnh lệnh trong cuộc tấn công vào Pavlivka. 
Vào tháng 12 năm 2022, Tờ Thời báo New York của Mỹ đưa tin về việc triển khai Lữ đoàn 155 tới Pavlivka. Những người được giao nhiệm vụ trong tình trạng "thiếu lương thực, bản đồ, vật tư y tế quan trọng hoặc bộ đàm, và họ buộc phải sử dụng súng trường Kalashnikov từ những năm 1970 - với một số thành viên phải sử dụng Wikipedia để tìm hướng dẫn sử dụng một số loại vũ khí". Cũng có tình trạng thiếu đạn dược. Một người lính cho biết rằng: "Đây không phải là chiến tranh. Đó là sự hủy diệt người dân Nga từ chính những người chỉ huy của họ." Nhiều người đã sử dụng điện thoại di động Nga của họ để gọi về nhà, tạo điều kiện cho Ukraine theo dõi đơn vị và tấn công tiêu diệt. Nhiều binh sĩ là tình nguyện viên nhưng có "ít kinh nghiệm" về việc sử dụng súng. Vào tháng 1 năm 2023, Lữ đoàn 155 đã cố gắng đột phá tấn công ở Vuhledar đụng độ với Lữ đoàn Cơ giới 72 của Ukraine nhưng không thành công. Tuy nhiên, Lữ đoàn 155 đã đạt được thành công ban đầu, nhưng theo cựu đại tá Igor Strelkov FSB thì cuộc tấn công của họ bị đình lại sau tổn thất nặng nề về bộ binh và thiếu đạn dược để hỗ trợ hỏa lực, mặc dù sử dụng Xe tăng T-80 của lực lượng này trong vai trò hỏa lực gián tiếp và trong vai trò hỗ trợ kỹ thuật kém nói chung cho các đơn vị tấn công và số quân ít hơn hẳn đối phương.